# Georges Berger (homme politique)
Pour les articles homonymes, voir Georges Berger et Berger (homonymie).
Paul Georges Louis Berger est un ingénieur et homme politique français né le 5 octobre 1834 à Paris et mort le 8 juillet 1910 à Versailles.

## Biographie
Il naît le 5 octobre 1834 dans l'ancien 2e arrondissement de Paris de Georges Frédéric Berger et Louise Georgette Jeanmaire.
Ancien élève de l'École des mines, il est ingénieur à la Compagnie des chemins de fer du Nord.
Il devient professeur à l'École des beaux-arts de Paris en 1876.
Il participe à l'organisation de l'exposition universelle de 1867, est directeur des sections étrangères à celle de 1878  et directeur général de l'exploitation de celle de 1889 avec Alphand et Picard, ayant été entre-temps commissaire général de l'Exposition internationale de l'électricité et du Congrès international des électriciens de 1881 . Il préside la Société des Aciéries, Hauts-fourneaux et Forges de Trignac.
Également homme politique, il est député de la Seine de 1889 à 1910 , inscrit au groupe des Républicains progressistes.
Veuf de Léonie Zoé Tardieu, épousée le 28 septembre 1863 à Paris 1er, et de Wilhelmine Henriette Anna Cruse, il meurt au 2 rue des Moulins à Versailles le 8 juillet 1910.
Ses obsèques ont lieu le 11 juillet 1910 au Temple de la Rédemption, 16 rue Chauchat à Paris 9e.

## Distinctions et hommages
- Membre de l'Institut
- Président de la Société de l'Union Centrale des Arts Décoratifs
- Membre du Conseil Supérieur de l'Académie des Beaux-Arts et du Conseil des Musées Nationaux
- Président de la Société des Amis du Louvre[6]
- Président d'honneur de l'Automobile Club de France

- Chevalier (décret du 29 juin 1867), officier (20 octobre 1878), commandeur (29 décembre 1881) et grand officier (4 mai 1889) de la Légion d'honneur[7]
- En 1912, la section de la rue Legendre où il habitait au no 8, dans le 17e arrondissement de Paris, fut rebaptisée rue Georges-Berger[8].